# Хрвоје Вукчић Хрватинић
Хрвоје Вукчић Хрватинић (1350—1416) био је владар западне Босне и Далмације у 14. и 15. веку. Имао је титуле херцег сплитски (1403), велики војвода босански (1380) и кнез Доњих Краја.
Припадао је властелинској породици Хрватинић, која је у прошлости управљала облашћу Доњи Краји. Искористивши слабљење централне власти крајем 14. века у Краљевини Босни и Краљевини Угарској, постао је први и највећи самостални обласни господар (велможа) у босанској држави, те је проширио своју власт на велике делове Далмације и Хрватске, а имао је поседе и у Славонији. Пошто је добио титулу херцега сплитског, Хрвоје је обновио достојанство кнеза Доњих Краја. Титулу земаљског кнеза у истом рангу је касније носио само још Стефан Вукчић Косача.
Област којом је Хрвоје директно управљао на врхунцу своје моћи обухватала је трећину босанске државе. У њу спадају: Доњи Краји, неколико села у жупи Босни (Трибеуша, Лупница и Била у Лашви и Какањ у Трстивници), жупа Лашва била је под његовим утицајем иако је њоме управљао тепчија Батало (Хрвојев зет), поседи у Усори (Сребреница, Кучлат, Бродар, Сусед), у Западним Странама (Ливно са градом Бистричким), Омиш (кога је добио као мираз уз Јелену Нелипчић), велики део Западног Хума (освојио га потискивањем Радивојевића), жупа Врхрика са градом Прозором, острва Брач, Хвар, Корчула и Вис, као и сви далматински и хрватски градови до Зрмање, Пожега и Сегест у Шомођкој жупанији (1409-1413).

## Порекло
Завичај Хрвоја Вукчића су Доњи Краји, једна од земаља средњовековне босанске државе. Доњи Краји се у историјским изворима први пут помињу у исправи угарског краља Беле IV из 1244. године, уз земље Усору и Соли. Босном је у то време управљао Матеј Нинослав чији је врховни господар био угарски краљ. Хрвоје је припадао великашкој породици Хрватинића. Најстарији познати припадник Хрватинића је кнез Стјепан за кога се претпоставља да је управљао Доњим Крајима током владавине Матеја Нинослава. Од Стјепанових синова познато нам је деловање Хрватина Стјепанића по коме породица носи назив. Хрватин је управљао Доњим Крајима као вазал брибирских кнезова породице Шубић, Павла I, Младена I и Младена II. Умро је нешто пре 1315. године. Наследила су га тројица синова: Вукослав, Павле и Вукац. Они су међусобно изделили Доње Краје на жупе којима су управљали самостално. У грађанском рату између Младена Шубића Млађег и угарског краља Карла Роберта, Хрватинићи стају на страну угарског краља. Карло Роберт је 1322. године на власт довео Стефана II Котроманића (1322-1353), сина Стефана I Котроманића, непријатеља породице Шубић у Босни. Хрватинићи су подржали новог бана и од њега добили потврду територија којима су управљали. Међутим, Стефан није ниједном од синова кнеза Хрватина Стјепанића желео признати титулу кнеза Доњих Краја како би сузбио утицај моћне властеле. Тежио је да са сваким појединачно успостави добре односе на основу њихове личне верне службе. То је довело до цепања моћне породице на више фракција као што се раније то десило са Шубићима и Бабонићима. Власт Стефана II Котроманића над Доњим Крајима непосредно је зависила од верности Хрватинића.
Вукац Хрватинић је овладао Врбањском жупом са градом Котором. Успон војводе Вукца отпочео је у првим годинама владавине бана Твртка I Котроманића (1353-1391). Остао је веран босанском бану приликом његовог сукоба са босанским баном Лајошем I (1366) због чега је, као награду, највероватније добио територије које су некада припадале његовом сестрићу Влатку Вукославићу (предео око Кључа). Вукац се последњи пут помиње у Твртковој повељи за Дубровчане издатој 1378. године. Као краљ Срба, Твртко је сматрао да му припадају све повластице које су имали српски владари из династије Немањића. Поред Хрвоја, Вукац је имао још тројицу синова и три кћери: Вука, Војислава, Драгишу, Ресу, Вучицу и ћерку непознатог имена, удату за припадника породице Златоносовића.

## Породично стабло
|  |                   |  |  |  |  |  |  |  |  | Стјепан (кнез Доњих Краја) |  |  |  |
|  |                   |  |  |  |  |  |  |  |  |                            |  |  |  |
|  |                   |  |  |  |  |  |  |  |  |                            |  |  |  |
|  |                   |  |  |  |  |  |  |  |  |                            |  |  |  |
|  | Хрватин Стјепанић |  |  |  |  |  |  |  |  |                            |  |  |  |
|  |                   |  |  |  |  |  |  |  |  |                            |  |  |  |
|  |                   |  |  |  |  |  |  |  |  |                            |  |  |  |
|  |                   |  |  |  |  |  |  |  |  |                            |  |  |  |
|  |                   |  |  |  |  |  |  |  |  |                            |  |  |  |
|  |                   |  |  |  |  |  |  |  |  |                            |  |  |  |
|  |                   |  |  |  |  |  |  |  |  |                            |  |  |  |
|  |                   |  |  |  |  |  |  |  |  |                            |  |  |  |
|  | Вукац Хрватинић   |  |  |  |  |  |  |  |  |                            |  |  |  |
|  |                   |  |  |  |  |  |  |  |  |                            |  |  |  |
|  |                   |  |  |  |  |  |  |  |  |                            |  |  |  |
|  |                   |  |  |  |  |  |  |  |  |                            |  |  |  |
|  |                   |  |  |  |  |  |  |  |  |                            |  |  |  |
|  |                   |  |  |  |  |  |  |  |  |                            |  |  |  |
|  |                   |  |  |  |  |  |  |  |  |                            |  |  |  |
|  |                   |  |  |  |  |  |  |  |  |                            |  |  |  |
|  |                   |  |  |  |  |  |  |  |  |                            |  |  |  |
|  |                   |  |  |  |  |  |  |  |  |                            |  |  |  |
|  |                   |  |  |  |  |  |  |  |  |                            |  |  |  |
|  |                   |  |  |  |  |  |  |  |  |                            |  |  |  |
|  |                   |  |  |  |  |  |  |  |  |                            |  |  |  |
|  |                   |  |  |  |  |  |  |  |  |                            |  |  |  |
|  |                   |  |  |  |  |  |  |  |  |                            |  |  |  |
|  |                   |  |  |  |  |  |  |  |  |                            |  |  |  |
|  | Хрвоје Вукчић     |  |  |  |  |  |  |  |  |                            |  |  |  |
|  |                   |  |  |  |  |  |  |  |  |                            |  |  |  |
|  |                   |  |  |  |  |  |  |  |  |                            |  |  |  |

## Младост
Хрвоје Вукчић је највероватније рођен у Котору око 1350. године. Претпоставља се да је младост провео на двору босанског бана Твртка где се упознао са државничким пословима и са другим припадницима властеоског сталежа. У изворима се први пут појављује у исправи угарског краља Лајоша од 21. јуна 1376. године. Хрвоје Вукчић је тада посредовао у сукобу између браће Радослава и Мирослава, синова босанског војводе Мастана. Угарски краљ назива Хрвоја својим верним витезом. Краљ Твртко I је Хрвоју исправом од 12. марта 1380. године доделио титулу великог војводе. Дубровачки извори бележе да је краљ, видевши да је Хрвоје достојан свога оца, посаветовавши се са властелом, доделио му велико војводство оца. Краљ се са властелом посаветовао на државном сабору у Милима (данас село Арнаутовићи код Високог). Твртко је обновио титулу војводе Доњих Краја. Власт једног човека над читавом земљом Доњи Краји није постојала од времена Хрватина Стјепанића (1299). Постављање Хрвоја на власт у читавој земљи свакако је знак јачања бана Твртка као "краља Срба Босне, Поморја и Западним Странама".
Постављање Хрвоја на власт у Доњим Крајима извршено је након прихватања његовог достојанства од стране босанске властеле. То свакако сведочи о поверењу које је уживао. Вукца су наследили синови, али није познато да ли су они управљали његовим територијама као подељеном или као неподељеном баштином. У повељи из 1380. године не помињу се ни Хрвојева браћа ни синовци. Не помињу се ни одредбе о повластицама нити о обавезама према босанском краљу. Хрвоје је том приликом добио и три села у жупи Лашви, Требеушу, Лупницу и Билу. Данас постоје два села Требеуша; Горња и Доња, у близини рушевина града Торичана, некадашњег центра жупе Лашве. Село Лупница одговара данашњем истоименом селу на реци Лупници, десној притоци Лашве. Село Била смештено је на левој обали Биле.

## Владавина Твртка I Котроманића
У Угарској је после дужих борби око престола на власт 1386. године дошао Жигмунд Луксембуршки, син немачког цара Карла IV и муж младе краљице Марије, Лајошеве наследнице. Борбе су се водиле између њега и Карла Драчког, рођака Лајоша и напуљског краља. Карло Драчки је по доласку у Угарску убијен, а касније су побуњеници на челу са породицом Хорват заробили краљицу-мајку Јелисавету и краљицу Марију и затворили их у Новиграду на Јадрану. Побуњеници су тражили да на престо дође Ладислав Напуљски, син Карла Драчког. Жигмунд је кренуо да ослободи своју жену из заробљеништва. Венеција је стала на страну Жигмунда, док се Твртко одлучио да стане на страну побуњених хрватских великаша. Почетком 1387. године Хрвоје је са братом Вуком на челу босанске војске коју је бан Твртко послао у помоћ загребачком бискупу Павлу Хорвату и двојици побуњених хрватских великаша, Иванишу Хорвату и вранском приору Ивану Палижни. На путу нападају територије кнежева Зринских. Зрински су подржавали Жигмунда Луксембуршког. Хрвоје се крајем 1388. године са братом Војиславом бавио догађајима у Далмацији. Твртко је те године освојио град Книн. Хрвоје и Војислав су у краљево име упутили позив далматинским градовима да се предају. У томе нису имали успеха јер се предао једино град Трогир. Међутим, овај догађај показује да је Хрвоје, као велики војвода босански, био не само врховни заповедник Тврткове војске већ је у његово име обављао и важне дипломатске преговоре. Трогирани су Хрвоју упутили своје посланство.
Сличне дужности Хрвоје је обављао и следеће, 1389. године, али овога пута не са својом браћом већ са Влатком Вуковићем. Добио је овлашћење да представља босанског краља у Хрватској и Далмацији. Трогирски бискуп је са војводама преговарао око преласка Трогира у табор Жигмундових противника. Нису познате активности Хрвоја и његове браће следеће, 1390. године, када врховну босанску власт признају и Сплит, Шибеник, Брач и Хвар. Границе Тврткове државе допрле су до реке Зрмање и Каринског залива.

## Владавина Стефана Дабише
Након Тврткове смрти, 1391. године, Хрвоје је најмоћнији властелин у Босни. Још у току претходне године Хрвоје је ступио у контакт са Ладиславом Напуљским, претендентом на угарски престо и Жигмундовим главним противником. Ладислав је настојао на своју страну привући Хрватиниће те у повељи од 17. јула 1391. године Хрвоја и његовог брата Вука ословио као банове Хрватске и Далмације. Краљ је свој поступак објаснио њиховом дотадашњом верношћу. Хрватинићи су за њега били главни савезници на источној јадранској обали. Стварна власт Хрватинића над Хрватском и Далмацијом огледа се у исправи војводе Вука од 8. новембра 1391. године којом је у заштиту узео сплитску цркву. Хрвојев брат Драгиша такође је од Ладислава на управу добио поједина села.
Након Косовског боја и пада Лазареве Моравске Србије у вазалан однос према Османском царству, Угарска и Турска се по први пут непосредно додирују својим границама. Турски напади на Босну отпочињу 1386. године по погибији Балше у бици на Саурском пољу. Турски напад из 1388. године зауставио је Влатко Вуковић код Билеће. Следеће године Тврткови одреди под командом истог војсковође учествују у Косовском боју. Твртко је Косовску битку сматрао својом победом о чему сведоче писма упућена Трогиру и Фиренци. Турци у наредним годинама нападају Босанску краљевину. Хрвоје се крајем 1391. и почетком следеће године истакао у сузбијању турских трупа које проваљују у Босну. Због тога га је босански краљ Дабиша наградио селима Какњем у жупи Трстивници и Храстом у Лушци, по повратку у Сутјеску 15. априла 1392. године. Какањ је био познат по рудницима угља. Дабиша Хрвоја назива "витезом" који се у борбама са Турцима понашао витешки. То је доказ да је босански бан заиста био витез каквим је представљен на портрету Мисала. Истраживачи се слажу да је овај рукопис настао 1403/4. године, дакле пре 1408. године када је Хрвоје уврштен у Змајев ред краља Жигмунда. Сачувани портрет (види слику) приказује Хрвоја на белом коњу, у сјајном оклопу и са турбаном са челенком. У десној руци му је дугачко копље са заставом, а у левој штит са хералдичким симболима.
Ладислав Напуљски је Хрвоју и Ивану Хорвату 15. октобра 1392. године дао овлашћења у Угарском краљевству чиме је потврђено њихово вођство над босанском странком противника Жигмунда. Супротни интереси чланова напуљске династије и Босне довели су до примирја између Босне и Жигмунда. Хрвоје се 23. августа 1393. године заклео на верност Жигмунду и краљици Марији обећавајући да ће наставити да служи краља Дабишу све док он не упадне са својом војском у Угарску. Обећао је да би у том случају био неутралан. Млечани су 13. јула 1393. године примили Хрвоја и његовог брата Вука за почасне грађане.
Ладислав је 5. октобра овластио Хрвоја, као свог главног намесника Далмације и Хрватске, да у њима уведе ред и по властитој вољи кажњава побуњенике или им прашта ако Ладислава признају за краља. Насупрот своме брату Вуку, херцег Хрвоје, као и његов брат Драгиша, остали су привржени Ладиславу Напуљском све до 1408. године. Јачање положаја Ладислава Напуљског условио је катастрофални Никопољски крсташки рат. Након Никопољске битке једно време није било вести о краљу Жигмунду. Ладиславове присталице јачају, али само накратко јер су већ 1397. године погубљене. Хрвојеву помоћ очекивали су Дубровчани када су му се 1396. године обратили за потврду својих трговачких повластица и у намери да добију тзв. Нове земље (Сланско приморје).

## Борба са Жигмундом Луксембуршким
Половином 1397. године у Босни је избио грађански рат. Дабиша је умро годину дана раније. Наследила га је удовица, Јелена Груба, против које је устао претендент Остоја. Јелену су подржавали великаши породица Николић и Радивојевић, док су претендента Остоју подржавали Сандаљ Хранић, Павле Раденовић и Хрвоје Вукчић. Уз њихову помоћ, Остоја је 1398. године постао босански краљ. Жигмунд је за промену на престолу оптуживао Хрвоја називајући га неверником који се придружио Турцима. Жигмунд је са војском провалио у долину Врбаса, али се морао повући. У противнападу, Хрвоје и његов син Балша Херцеговић заузимају жупу Дубицу коју држе до 1402. године. Остоја је следеће, 1399. године, Дубровчанима издао повељу о продаји Сланског приморја. Крајем следеће године, 8. децембра, Остоја је Хрвоју и његовом сину Балши доделио на управу град Бистрички са жупом Ливно. Дубровчани тада називају Хрвоја "господином". Хрвоје је први босански великаш кога Дубровчани називају господином, односно независним владарем. Може се закључити да се Хрвоје од 1399. године сматрао независним обласним господаре. Хрвоју и његовом брату Војиславу доделили су грађанство и кућу вредну 1500 дуката. Око куће ће се касније Дубровник спорити са Јеленом Нелипчић, Хрвојевом удовицом. Хрвоје је крајем 1399. године намеравао упутити изасланство Ладиславу, али су му Дубровчани одбили дати бродове за превоз посланика у Апулију. На сличан начин су поступили и са турским посланицима који су тражили исту ствар. Из тога се посредно може закључити да је Хрвоје био у везама са Турцима.
Почетком фебруара 1400. године Хрвоје је на челу босанске војске која напада Книн. Морао је устукнути пред доласком Николе Горјанског, мачванског бана. Следеће, 1401. године, Хрвоје води преговоре са далматинским градовима. Уколико би они прешли на страну Ладислава Напуљског, Хрвоје, Јелена, Драгиша и Војислав гарантовали су им заштиту од Жигмунда.
Хрвоју су одговорили Задар који шаље четворицу и Трогир који шаље тројицу изасланика. Сплит се одупро Хрвоју и освојио град Омиш кога је херцег добио у мираз. Хрвоје је тражио помоћ у лађама од Млечана и Дубровчана како би повратио град. Ладислав је Хрвоја 27. маја 1401. године прогласио својим врховним намесником у Угарској, Хрватској и Далмацији, са потпуном власти у судским и ратним пословима (vicarius generalis). Трогирани и Шибеничани предали су се Хрвоју те им је херцег потврдио старе повластице. Повластице је потврдио и Ивану Нелипчићу. Јула 1402. године Хрвоје је игубио жупу Дубицу са тврђавом Гредом. Њу је запосео врански приор Емерик II Бебек и бискуп Еберхард припојивши их Славонији. Следећег месеца Хрвоје је у Островици где му Задрани шаљу посланство које га је известило да је у Задар стигао Алојзије Алдемариско, намесник Ладислава Напуљског. Хрвоје је преко свога брата Војислава позвао Алдемариска на договор у Земљанику. Заједно са Алдемариском и Задранима, Хрвоје је заузео Врану. Алдемариско му је даровао кућу Филипа Јурјевића у Задру. Почетком следеће године Хрвоје је заробио хрватског бана Павла Бисена и предао га Алдемариску. Дубровчани су 1403. године молили Хрвоја да посредује у решавању сукоба између републике и краља Остоје. Међутим, бан је био заузет пословима у Далмацији.

## Врхунац моћи
Ладислав Напуљски је 1403. године посетио Задар. Тамо је Хрвоју пренео своју власт у Угарској, Хрватској, Далмацији и Босни именујући га херцегом сплитским и дарујући га острвима Брачом, Хваром и Корчулом (октобар 1403). Хрвоје се са титулом херцега први пут помиње 4. новембра 1403. године. Реч је о спору између сплитских властелина који је решен пред херцегом и надбискупом сплитским. За Сплит се везивала титула херцега о чему имамо податке и у византијским документима из 1170—1180. године. Ту је било седиште дукса Далмације и Хрватске. Нова титула Хрвоја била је: херцег Сплита, поткраљ Далмације и Хрватске, велики војвода босански и кнез Доњих Краја. Био је то врхунац моћи Хрвоја. Столовао је у Сплиту или Јајцу и ковао је свој новац са натписом: MONETA CHERVOII DVCIS SPALETI. Наручивао је верске обредне књиге које су за њега преписивали поп глагољаш Бутко. Он је саставио и Хрвојев мисал који је настао око 1404. године. Крстјанин Хвал саставио је Хвалов зборник 1404. године. Летописац Имануел Грк саставио је Chronologia Ducis Hervoyae. Хрвоје је именовао своје намеснике на Брачу и Хвару. Потврђивао је корчуланског кнеза кога су слали Дуброчани. Као босански војвода Хрвоје је и даље био поданик краља Остоје. Као херцег Хрватске, Хрвоје се издигао изнад одсутног краља.
За њега је 1404−1410 Дабижив Добретинић Латиница обављао управне и дипломатске послове у Сребреници.
Односи Остоје и Хрвоја постали су све хладнији. Крајем 1403. године долази до разлаза. Остоја је оптужио херцега као главног кривца за рат са Дубровником. Хрвоје је 15. јануара заиста склопио тајни споразум са Дубровником пристајући да се на место Остоје доведе "господин" Павле Радишић из рода Котроманића. Остоја је маја исте године приморан да напусти земљу и да се склони на Жигмундов двор. О томе сведочи натпис на стећку Вигња Милошевића код Кочерина. Непосредно пред збацивање краља, Хрвоје заузима Сребреницу и Кучлат. Сребреница је била најбогатији рудник сребра у Босни, а Кучлат важна раскрсница путева ка Србији. Присвојио је добар део трга Дријева. У Сплиту је, почев од 1404. године, Хрвоје ковао сребрни грош и полугрош на чијем аверсу се налазио лик светог Дујма, заштитника града, а на реверсу херцегов грб. Економски ојачан, Хрвоје је био у стању да подигне неколико градова: Прозор у жупи Врхрици, тврђаве Бродар и Сусед у Усори, по предању Комотин и тврђаву Бобац у Котору, у жупи Врбањи. У Јајцу је изградио двор и породичну гробницу.
Хрвоје се исте, 1404. године, измирио са Остојом и измирио босанског краља и Ладислава Напуљског. Међутим, слога није дуго потрајала јер се већ крајем априла одржао станак на коме Хрвоје и Сандаљ Хранић нису присуствовали. Према Хрвоју се половином године односе као према одметнику. Сукоб је решен свргавањем Остоје и доласком Твртка II Твртковића, сина Твртка I, на власт. Дубровчани су предлагали Хрвоју да лично дође на босански престо. Он је, међутим, одбио како не би изазвао отпор властеле. Твртко и Хрвоје планирали су заједнички поход против Балше III Балшића који је заузео Котор. Своју синовицу Катарину Хрвоје је следеће године удао за Сандаља Хранића.
Хрвоје се у Угарској и даље сматрао главним противником Жигмунда Луксембуршког. Дубровчани обавештавају херцега да се Жигмунд почетком лета припрема за поход на Доње Краје. Млечани одбијају да Хрвоју пошаљу две ратне галије. Херцег губи Бихаћ и Сребреник у Усори кога му преотимају славонски бан Павле Бешењи и усорски бан Иван Моровић. Септембра 1406. године Ладислав је Хрвоју потврдио управу над жупом Врхрику, Прозором и новоизграђеним Зрињом. Сандаљ је том приликом добио Дрежник, Цетињ и Слуњ. Напади Жигмундове војске 1407. године на Доње Краје су заустављени. Преокрет је наступио након великог пораза босанске војске у бици код Добора 1408. године. Жигмунд је наредио да се многа босанска властела баци у реку Босну. Страдало је 171 великаша. Пораз је снажно деловао на Хрвоја који се потчинио Жигмунду крајем 1408. године. Тиме је изгубио све повластице које му је дао Ладислав Напуљски. Хрвоје се обавезао да ће верно служити Жигмунда и одазвао се његовом позиву у Будим. Жигмунд му је дао наслов херцега, многе градове и чланство у Змајевом реду. Хрвоје је био кум Жигмундове ћерке Јелисавете.

## Жигмундов вазал
Хрвојева моћ слаби након 1408. године. Први знак слабљења јесте поновни избор Остоје за босанског краља (28. децембра 1409). Остоја је Хрвојев град Омиш даровао Радивојевићима. У пролеће следеће године Хрвоје је напао Радивојевиће и Подвисоки у коме се налазио Остоја. Међутим, остао је усамљен у подршци Жигмунду. Ладислав је продао Млечанима права на Далмацију за 100 000 дуката. Жигмунд је, као свој ослонац, прогласио Хрвоја вицекраљем Босне 1410. године. Хрвоје му је за узврат вратио градове у Усори (Сребреницу, Сребреник, Кучлат, Бродар и Сусед. Августа 1411. године завршен је босанско-угарски рат. Заједно са Остојом и виђенијим босанским великашима, Хрвоје је на двору у Будиму 1412. године. Тада се измирио и са Сандаљем који је 1411. године отерао Катарину. Својој жени Јелени Хрвоје је поклонио град Котор са целом жупом Врбањом и куће које је имао у Дубровнику, као надокнаду за позајмицу коју је од ње добио.
Примирје је потрајало до пролећа 1413. године, а прекинуто је нападом Хрвоја на земље Сандаља Хранића. Сандаљ се као савезник деспота Стефана Лазаревића налазио у рату са Турцима на истоку. Од Хрвоја се одмећу Сплићани незадовољни тиме што име је бан за градске кнезове поставио босанску властелу. Краљ му је одузео жупу Сану (16. јун 1413.) и доделио је кнезовима Благајским, а 17. јуна Хвар, Брач и Корчулу Дубровчанима. Жигмунд се тада налазио на сабору у Констанци на коме се решавало питање Велике Шизме. То су искористили славонски бан Павле Чупор и усорски војвода Иван Горјански да га прогласе за одметника. Жигмунд је позвао своје вазале да одузму Хрвоју све поседе. Херцег је проглашен велеиздајником 1. августа 1413. године. Хрвоје се повлачи у Доње Краје, у Котор или Јајце. Писао је краљици Барбари да се заузме за њега код Жигмунда, нудећи јој градове Врбас и Козару као залог док се његова кривица не докаже или оспори. Писмима је претио и повратком на богумилство. За помоћ се обратио и Млечанима. Међутим, све молбе остале су неуслишене те је морао прихватити понуђену помоћ османског султана.

## Последње године и смрт
Турке је у Босну довео Хрвојев протовестијар Михаило Кабужић. Турци су дошли до Ускопља где су помогли Хрвоју да освоји Веселу Стражу. Са Турцима је у Босну стигао и бивши краљ Твртко II Твртковић. Босанска властела, заплашена турском војском, измирила се са Хрвојем и окренула се против Жигмунда. Одлучујући сукоб између турске и угарске војске вођен је следеће, 1415. године, у жупи Лашви код Добоја. Павле Чупор је страдао у сукобу са Хрвојем и Турцима. У заробљеништво су пали Иван Горјански (усорски бан), Иван Моровић, Мартин Дреж и Ладислав Тетеж. Хрвоје је овом победом учврстио своју неограничену власт у западној Босни. Остали делови земље пали су под снажан утицај Турака. Међутим, Хрвоје није дуго уживао у последицама битке код Добоја. Умро је следеће године. Сахрањен је у подземној цркви у Јајцу. Наследио га је син јединац, Балша Херцеговић. Балша је умро исте године те је већину Хрвојевих територија заузео Јурај Војсалић, његов синовац. Јелена Нелипчић се преудала за босанског краља Остоју.

## Хрвојева држава
Као властелин, Хрвоје је са својих поседа убирао дукат по огњишту и десетак од меда, коже, меса, сира, вина и сл. Највећи приход доносила му је власт над Сребреницом. Стефан Лазаревић је од Сребренице 1418. године добијао 24 000 дуката. Узурпирао је урбуру, право на десетак од рударских производа. Имао је сопствену ковницу новца у Сплиту. Огромне приходе имао је од царина и од трговине сољу, као и од бродарина.
Хрвоје је од стицања титуле херцега (1403) имао свог протовестијара. Протовестијар Михаило Кабужић је 1413. године довео Турке у Босну. Имао је своју латинску и ћирилску канцеларију која га је пратила на путовањима будући да је повеље састављао у разним градовима. Поверљиве послове за Хрвоја обављао је његов слуга Ратко Мишановић.